# Maria Radomska-Tomczuk
Maria Radomska-Tomczuk (ur. 1933, zm. 23 stycznia 2025) – polska artystka graficzka i pedagog, profesor sztuk plastycznych.

## Życiorys
W 1957 r. ukończyła studia na Uniwersytecie Mikołaja Kopernika w Toruniu, w  1999 r. uzyskała tytuł profesora sztuk plastycznych. Została zatrudniona w Bałtyckiej Wyższej Szkole Humanistycznej w Koszalinie, w Akademii Sztuki w Szczecinie, oraz na Uniwersytecie Szczecińskim.